# ماریا کالابریا
ماریا کالابریا (انگلیسی: Maria of Calabria)، کنت آلبا، شاهدهت تارانتو و آخا و ملکه اسمی قسطنطنیه به واسطه ازدواج با فیلیپ دوم تارانتو بود.